# دانييل فومين
دانييل فومين (مواليد 2 مارس 1997) هو لاعب كرة قدم روسي يلعب في مركز الوسط المدافع في نادي دينامو موسكو.

## روابط خارجية
- دانييل فومين على موقع الاتحاد الدولي (مؤرشف)  (الإنجليزية)
- دانييل فومين على موقع الاتحاد الأوربي (الإنجليزية)
- دانييل فومين على موقع قاعدة بيانات كرة القدم.إي يو (الإنجليزية)
- دانييل فومين على موقع ناشيونال فوتبول تيمز (الإنجليزية)
- دانييل فومين على موقع Soccerway.com (الإنجليزية)
- دانييل فومين على موقع عالم كرة القدم.نت (الإنجليزية)